# Lerista allanae
Lerista allanae este o specie de șopârle din genul Lerista, familia Scincidae, descrisă de Longman 1937. A fost clasificată de IUCN ca specie pe cale de dispariție (stare critică). Conform Catalogue of Life specia Lerista allanae nu are subspecii cunoscute.